# Naval Air Station Pensacola

i7
i11
i13
Die Naval Air Station Pensacola (IATA-Code: NPA, ICAO-Code: KNPA) ist ein Marinefliegerstützpunkt der United States Navy und befindet sich nahe der Stadt Pensacola, Florida. Sie ist eine wichtige Basis für Trainingsflüge, außerdem sind dort die Kunstflieger der Navy stationiert, die Blue Angels. Auf der Basis befindet sich das National Museum of Naval Aviation.

## Geschichte

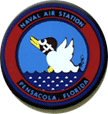
Insigne der Basis

1826 begann an der Stelle der heutigen NAS der Bau einer Werft, die als Pensacola Navy Yard bekannt wurde. Während des Sezessionskrieges wurde die Werft 1862 von den Truppen der Konföderierten Staaten von Amerika niedergerissen, um die Verwendung durch die einfallenden Nordstaatler zu verhindern. Nach dem Krieg wurde die Werft wiederaufgebaut.
1913, als die Marinefliegerei in ihren Kinderschuhen steckte, empfahl eine von US-Marineminister Josephus Daniels eingesetzte Kommission, in Pensacola eine Trainingsbasis für Marineflieger zu errichten.
Nach dem Zweiten Weltkrieg wurde das heutige Forrest Sherman Field eröffnet. 1971 wurde die Basis Hauptsitz für den Chief of Naval Education and Training. 2005 schließlich bedrohte das Base Realignment and Closure die Basis, die als potentielles Ziel für eine Schließung angesehen wurde, da Hurrikan Ivan sie schwer beschädigt hatte. Dies bestätigte sich letztendlich nicht, stattdessen folgte der Wiederaufbau.

## Ausbildung der Bundeswehr

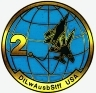
Abzeichen der 2. Deutschen Luftwaffenausbildungsstaffel

Auf der NAS Pensacola bilden seit 1956 die Deutsche Marine fliegendes Personal und die Luftwaffe seit 1995 Waffensystemoffiziere für das Kampfflugzeug Tornado aus. Aufgabe der dort stationierten 2. Deutschen Luftwaffenausbildungsstaffel ist darüber hinaus auch die Führung des Personals der Deutschen Marine, das auf den Naval Air Stations Jacksonville, Whiting Field (Florida), San Diego in Kalifornien und der Randolph Air Force Base in Texas zu Hubschrauberführern, Luftfahrzeugführern, Luftfahrzeugoperationsoffizieren und Technikern für ihre Luftfahrzeuge ausgebildet wird. Der Staffelkapitän ist ein Stabsoffizier der Luftwaffe.

## Angriff durch saudi-arabischen Soldaten
Am 6. Dezember 2019 schoss in einem Unterrichtsgebäude des Marinefliegerstützpunktes der 21-jährige Leutnant Mohammed Saeed Alshamrani der Royal Saudi Air Force, der zum Training auf dem Stützpunkt war, mit einer Pistole Glock 9 mm um sich. Er tötete drei US-Soldaten und verletzte acht Personen, darunter zwei Polizisten. Der Angreifer wurde bei einem Schusswechsel mit der Polizei getötet. Bei den drei Getöteten handelte es sich um US-Soldaten der Navy. Alshamrani befand sich seit August 2017 mit Unterbrechungen zur Piloten-Ausbildung auf dem Stützpunkt. Vor dem Angriff veröffentlichte er eine Begründung für den geplanten Angriff auf Twitter. Er kritisierte darin US-Kriege in muslimischen Ländern, schrieb über seinen Hass auf das amerikanische Volk, kritisierte Washingtons Unterstützung für Israel und zitierte Osama bin Laden und Anwar al-Awlaki. Vor dem Angriff hatte er eine Party veranstaltet, bei der er und drei weitere saudische Soldaten Videos über US-Massenmorde ansahen. Einer dieser drei Soldaten filmte von außerhalb des Gebäudes während der Tat und die beiden anderen saudischen Studenten beobachteten von einem Auto aus. Am 11. Dezember wurde eine Analyse der saudischen Regierung veröffentlicht, nach der Alshamrani bereits 2015 eine radikale Ideologie angenommen zu haben scheint. Ein Twitter-Account, von dem angenommen wird, dass er von Alshamrani benutzt wurde, deutet darauf hin, dass vier religiöse Persönlichkeiten, die als radikal beschrieben werden, seinen extremistischen Gedanken geprägt zu haben scheinen. In der Analyse wurde auch die Unterstützung für den radikalen Islam inklusive des Terrorismus, ferner die Unterstützung der Taliban und den Hass auf den Westen dargelegt. Der Täter kaufte die Tatwaffe legal in einem Waffengeschäft mit einem US-Jagdschein, der es Nicht-Einwanderern mit einem Nicht-Einwanderungsvisum erlaubt, eine Waffe zu kaufen. Der Angriff wurde als Terrorismusanschlag gewertet.
Nach der Auswertung von Handy-Daten stellte das FBI zweifelsfrei fest, dass der Attentäter schon vor seiner Ankunft in den USA Kontakte zu Al-Qaida auf der Arabischen Halbinsel hatte. Damit handelt es sich um den ersten aus dem Ausland gesteuerten Terror-Anschlag seit 9/11.